# یورگ سوبیچ
یورگ سوبیچ (انگلیسی: Jörg Sobiech؛ زادهٔ ۱۵ ژانویهٔ ۱۹۶۹) بازیکن فوتبال اهل آلمان است.
از باشگاه‌هایی که در آن بازی کرده‌است می‌توان به باشگاه فوتبال ان‌ئی‌سی نایمخن، باشگاه فوتبال کمنیتس، باشگاه فوتبال توئنته، و باشگاه فوتبال استوک سیتی اشاره کرد.